# Susie Rijnhart-Carson

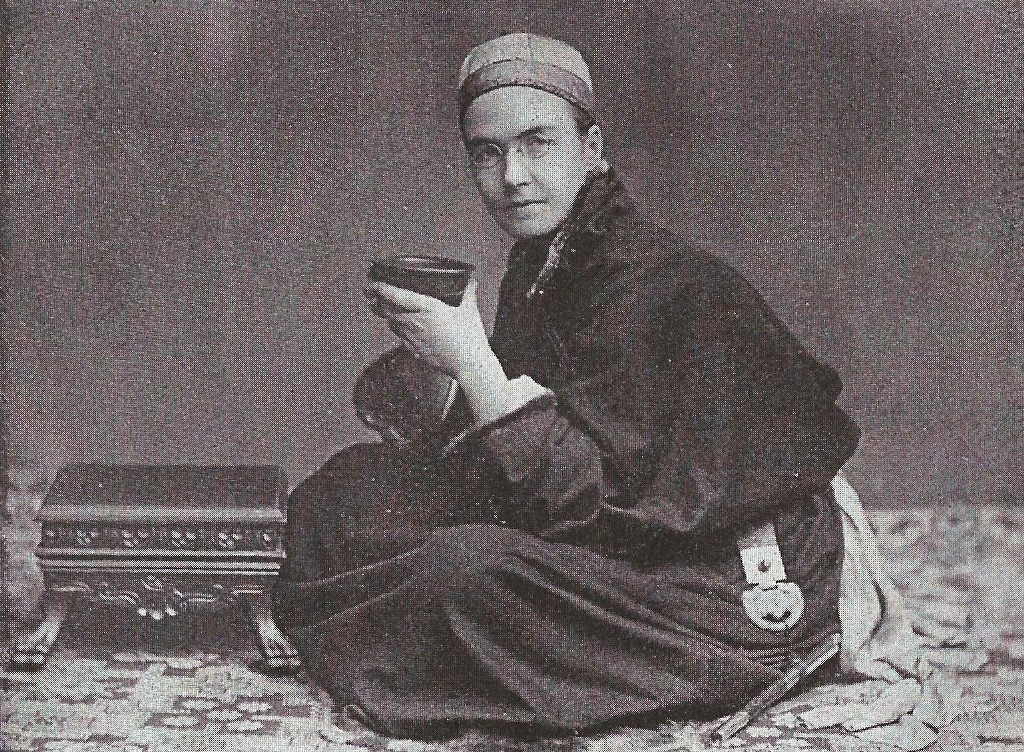
Susie Rijnhart

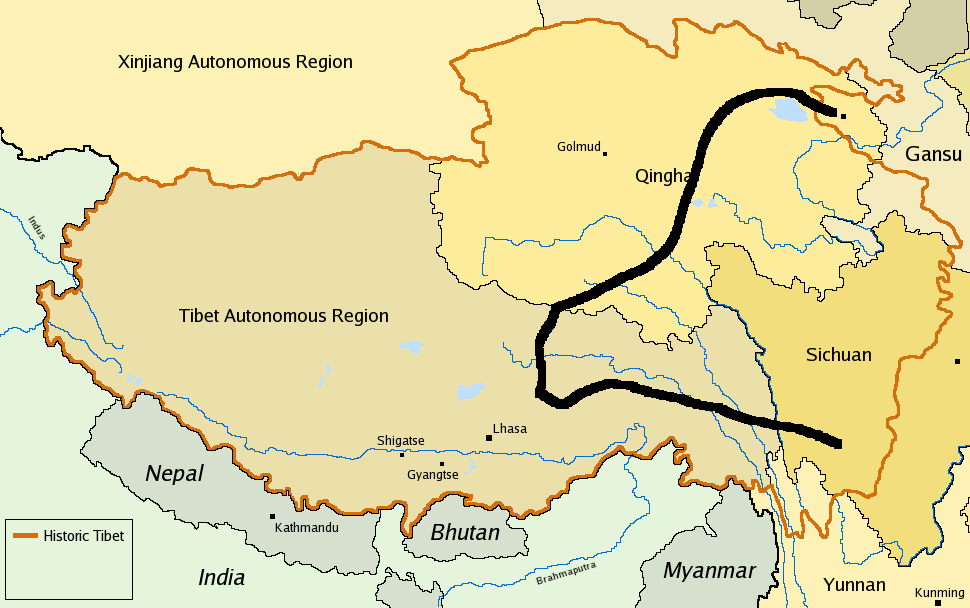
Route van de reis van Susie Carson-Rijnhart

Susie Rijnhart-Carson (Chatham (Ontario), 1868 – Strathroy (Ontario), 7 februari 1908) was een Canadese arts, ontdekkingsreiziger en zendeling.
Carson behaalde haar mastergraad in de geneeskunde in Toronto en maakte daar kennis met Petrus Rijnhart, een Nederlands zendeling, die eerder in de Tibetaanse gebieden in Amdo had gewerkt voor de China Inland Mission. Rijnhart was ontslagen door die organisatie voor onder meer het bij zijn aanmelding verzwijgen dat er aanklachten in Nederland tegen hem geweest waren voor pogingen tot aanranding. Zij trouwden in 1894. In de periode daarvoor wisten zij met name van het kerkgenootschap de Discipelen van Christus in Toronto voldoende fondsen te verzamelen om hen in staat te stellen naar China af te reizen. Zij konden daar hun werkzaamheden doen als onafhankelijk zendeling, niet verbonden aan een zendingsgenootschap. Zij reisden enige tijd door de Tibetaanse gebieden in Amdo en daarna Kham.
In 1898 overleed hun baby en Petrus ging op pad om hulp te zoeken bij inheemse Tibetanen. Van die tocht kwam hij niet meer terug. In het boek dat Susie hierover schreef, vermoedde ze dat hij vermoord was door dezelfde rovers die ze ervoor op de route waren tegengekomen. Tijdens haar verblijf in het Kumbumklooster beschrijft ze in haar brief van 22 januari 1896 een beslissende slag die het Tibetaanse leger uitvoerde tegen Mohammedaanse rebellen, waarbij ze beschrijft dat er onder de rebellen duizend mannen, vrouwen en kinderen omkwamen.
Met hulp van vrienden keerde Susie Rijnhart terug naar de Verenigde Staten en Canada, waarbij haar verhaal een wereldwijde sensatie werd. Charles Paul hielp haar bij de publicatie van haar boek With the Tibetans in Tent and Temple in 1901, een boek dat ook vertaald werd.
In 1902 keerde zij terug naar Kham en vestigde in Tachienlu, het huidige Kanding, een zendingspost van de Discipelen van Christus. In 1905 huwde ze met James Moyne, die in Kham werkzaam was voor de China Inland Mission. Hij moest daarvoor ontslag nemen bij de organisatie vanwege haar verleden met Petrus Rijnhart. Vanwege gezondheidsproblemen verhuisden zij naar Chengdu, de hoofdstad van Sichuan, waar zij werkten voor de Christian Literature Society. In 1907 keerden zij terug naar Canada en vestigden zich in Chatham. Enkele maanden later overleed zij na vlak na de geboorte van een kind.
Susie Rijnhart-Carson was net als andere Orthodox-protestantse zendelingen aan het eind van de negentiende eeuw gefascineerd door wat zij als de overeenkomsten tussen het boeddhisme in het Tibetaanse cultuurgebied en het rooms-katholicisme zagen, omdat dit hen de gelegenheid gaf van beide de zogenaamde achterlijkheid te illustreren. In die visies is er al sprake van enig moreel verval van het boeddhisme met het verschijnen van het Mahayana en daarna het Yogacara. Het absolute verval wordt echter bereikt met de vorm van Tibetaans boeddhisme.